# VVV-Venlo
El VVV-Venlo (Venlose Voetbal Vereniging Venlo) és un club de futbol neerlandès de la ciutat de Venlo.

## Història

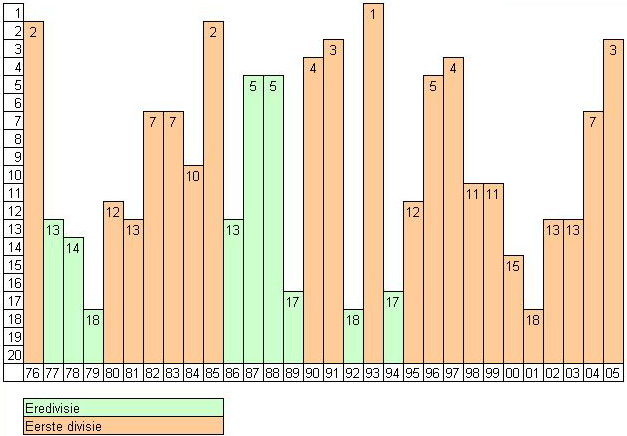
Gràfica VVV-Venlo 1976-2005

Els orígens del club es situen en el club De Gouden Leeuw, a finals de segle XIX. Canvià el nom a Valuas i el 7 de febrer de 1903 nasqué el Venlose Voetbal Vereniging. El 1909, els clubs VITOS i THOR s'integraren al VVV. Quick s'uní el 1910. Fou un club amateur durant molt de temps. Quan el futbol professional fou introduït a Holanda el 1954, el VVV es fusionà amb un club local, el SC Venlo esdevenint Sportclub VVV'03. El 1959 guanyà la copa neerlandesa derrotant l'ADO per 4-1. El 1961 fou tercer a la lliga, però tot just un any després perdé la categoria. El 1966 canvia el nom per FC Venlo-VVV i tornà a baixar fins a la tercera divisió neerlandesa. Entre 1976 i 1994 compaginà temporades a primera i a segona i des d'aquest darrer any es manté a la segona categoria del futbol neerlandès. L'any 1985 es convertí en SBV VVV-Venlo.

## Palmarès
- Copa KNVB:[2]
  - 1959
- Eerste Divisie:
  - 1992/93, 2008/09, 2016/17

## Jugadors destacats
- Dick Advocaat: 1976-1979
- Tijani Babangida: 1991-1993
- Bep Bakhuys: 1937
- Maurice Graef: 1988-1994, 1997-2002
- Jan Klaassens: 1948-1959, 1964-1967
- Gerald Sibon: 1994-1996
- Ernie Stewart: 1988-1990, 2005
- Stan Valckx: 1983-1988
- Vampeta: 1994-1995
- Faas Wilkes: 1956-1958
- John de Wolf: 1996-1997
- Jason Oost.

## Entrenadors destacats
- Rob Baan
- Wim Dusseldorp
- Doeke Hulshuizen
- Frans Körver
- Adrie Koster
- Herbert Neumann
- Hennie Spijkerman
- Henk van Stee
- Sef Vergoossen
- Jan Versleijen